# Mirát
Mirát (hindi nyelven:  मेरठ, angolul: Meerut) város India területén, Uttar Prades szövetségi államban, Delhitől kb. 60 km-re ÉK-re. Lakossága 1,3 millió fő volt 2011-ben.
Iparváros, ahol gumiabroncsot, textilárut, transzformátorokat, élelmiszert, papírt, sportszereket, gépeket, vegyi árut állítanak elő. 
Az 1857-ben kitört szipojlázadásról is nevezetes. 

## Fordítás
- Ez a szócikk részben vagy egészben  a   Meerut című angol Wikipédia-szócikk fordításán alapul.  Az eredeti cikk szerkesztőit annak laptörténete sorolja fel. Ez a jelzés csupán a megfogalmazás eredetét és a szerzői jogokat jelzi, nem szolgál a cikkben szereplő információk forrásmegjelöléseként.
- Ez a szócikk részben vagy egészben  a(z)   Мератх című orosz Wikipédia-szócikk fordításán alapul.  Az eredeti cikk szerkesztőit annak laptörténete sorolja fel. Ez a jelzés csupán a megfogalmazás eredetét és a szerzői jogokat jelzi, nem szolgál a cikkben szereplő információk forrásmegjelöléseként.